# Pakots József
Pakots József (Alvinc, 1877. március 22. – Budapest, Erzsébetváros, 1933. június 12.) író, újságíró, országgyűlési képviselő, 1909-től a Petőfi Társaság tagja.

## Pályája
Erdélyben, Alvincen született, ahol apja, Pakots György iparos volt, anyja Bardócz Róza. Középiskoláit a dévai főreáliskolában végezte, 1896-tól a budapesti egyetemen jogot hallgatott; ekkor az Egyetemi Lapok szerkesztője volt. A fővárosban először a Nemzet című lap (főszerkesztője Jókai Mór) munkatársa lett. Dolgozott a Hazánk, a Magyarság, a Magyar Hírlap és a Pesti Hírlap című lapoknak. 1909-ben a Petőfi Társaságnak tagja, majd titkára és a Petőfi Múzeumnak igazgatója lett. 1920-ban tagja lett Budapest törvényhatóságának (közgyűlésének), ahol többek között felszólalt a numerus clausus ellen. 1922-ben a monori kerületben országgyűlési képviselővé választották demokrata párti programmal; a következő két ciklusban is mandátumhoz jutott: előbb a budapesti déli kerületben, majd ismét Monoron. Szoros barátság fűzte Vázsonyi Vilmoshoz, a Demokrata Párt elnökéhez.
Egy ideig elnöke volt a  Magyarországi Újságírók Egyesületének. Jelentős szerepet játszott az 1932 májusában megalakult Írók Gazdasági Egyesülete létrehozásában, melynek egy évig lehetett elnöke. Agyvérzés okozta váratlan halála miatt 1933. június 12-én a szervezet lillafüredi találkozója félbeszakadt.
Pakots József első elbeszélései az Erdélyi Híradóban jelentek meg. Gazdag irodalmi munkásságot fejtett ki. Elsősorban prózaíróként volt ismert, de színműveket is írt. Egy ideig művészeti igazgatója volt a Star Filmgyárnak, a vállalat több némafilmjének forgatókönyvét is ő készítette. Filmjei közül a Magyar Nemzeti Filmarchívum gyűjteményében fennmaradt A tűz, az Aphrodite, a Leányasszony, A tizennegyedik és néhány rövid töredék.

## Munkái
- Legényavatás Novellák. Budapest, 1900
- Kossuth Színmű. Városligeti Nyári Színház: 1902
- Tévelygő lelkek Dráma. Nemzeti Színház: 1905
- A forradalmár Társadalmi dráma. Nemzeti Színház: 1907
- Egy karrier története Regény. Budapest, 1908. (Legjobb regénye, a törtető politikusok tükörképe. Alaptétele az örökké időszerű tárgy: hogyan lesz egy jelentéktelen emberből a közélet hatalmas tényezője.)
- A fiamhoz Versek. Budapest, 1909
- Madame Napoleon Regény. Budapest, 1910
- Az asszonyok rágalmazója Novellák. Budapest, 1912
- Sok asszony, egy férfi Regény. Budapest, 1913
- Éjszaka Regény. Budapest, 1914
- Egy karriér története Szatirikus vígjáték. Nemzeti Színház: 1914
- Bódító akácok Novellák. Budapest, 1915
- A bolond ember Regény. Budapest, 1917
- Fejedelmi kaland Regény. Budapest, 1918
- Az ember, aki útvesztőbe jutott Regény. Budapest, 1928
- Magyar máglya Regény. Budapest, 1934 (Tótfalusi Kis Miklós híres magyar nyomdász életének története).

### Forgatókönyvek
- 1918: Leányasszony
- 1918: Casanova
- 1918: Aphrodité
- 1919: Szív tévedései
- 1920: Tizennegyedik
- 1920: Hegyek alján
- 1920: Lengyelvér
- 1920: Gyermekszív